# Jaïro Riedewald
Jairo Riedewald (Haarlem, el 9 de setembre de 1996) és un futbolista neerlandès que juga com defensa amb l'Ajax de l'Eredivisie.